# Tetjana Mychajlyšyn-D'Avignon
Tetjana Mychajlyšyn-D'Avignon (anglicky Tania D'Avignon; * 2. dubna 1942, Lvov) je ukrajinská fotografka, novinářka, umělkyně, autorka řady děl, vydavatelka, pedagožka, stipendistka Fulbright, veřejná aktivistka, skautka, obyvatelka Bostonu, Kyjeva a Lvova.

## Životopis
Tetjana se narodila 2. dubna 1942 v nacisty okupovaném Lvově během druhé světové války. Její rodiče Semeon a Sofia (z Mulkevičiv) Mychajlyšyny opustili západní Ukrajinu v roce 1944 kvůli přístupu Rudé armády. Chvíli zůstali v Německu, pak se přestěhovali do Spojených států a usadili se v Marylandu na farmě poblíž Annapolis a nakonec se přestěhovali do Baltimoru, kde celá rodina hrála aktivní roli v životě místní ukrajinské komunity.
Tetjana má bakalářský titul na College of Maryland Art Institute a je absolventka katedry sociologie a psychologie Johns Hopkins University s magisterským titulem. Několik let pracovala v Marylandském ministerstvu sociálních služeb pro mládež a pomáhala svému otci, který se stal předsedou Ukrajinské záložny v Baltimoru. Poté, co se provdala za kapitána americké armády Josepha D'Avignona, se Tetjana přestěhovala do Bostonu, kde její manžel studoval na Harvardově univerzitě právnickou fakultu. Nakonec se pár rozhodl zůstat v metropolitní oblasti Bostonu, kde její manžel začal svou kariéru právníka.
D'Avignon porodila dvě děti, Larissu a Marca.

## Sociální aktivity
Tetjana zároveň pracovala v ukrajinské komunitě. Byla ředitelkou Nativní školy při místní ukrajinské katolické církvi, vedla organizaci Plast v Bostonu, byla aktivní v Ukrajinském svazu žen, byla velkou podporovatelkou a fotografkou Ukrajinského výzkumného institutu na Harvardově univerzitě.
Byla členkou ukrajinsko-amerického Bostonského metropolitního výboru u příležitosti 200. výročí Spojených států a jednou ze zakladatelek Bostonské asociace ukrajinsko-amerických profesionálů.

## Cesta na Ukrajinu
V roce 1964 se D'Avignon na cestách po Evropě rozhodla navštívit svou zemi původu. Byla jedním z prvních Američanů, kteří dostali vízum pro nezávislé cestování po sovětské Ukrajině. Krátce poté pracovala jako průvodkyně pro několik ukrajinsko-amerických cestovních kanceláří. V letech 1986 až 1993 spolupracovala s novináři National Geographic Magazine na Ukrajině. Tatiana D'Avignon byla první cizinkou pozvanou vládou tehdejší sovětské Ukrajiny na výstavu svých děl v Kyjevě v roce 1989. O rok později byla uznána jako vynikající absolventka College of Maryland Art Institute.

## Fotografie
Tatiana dostala svůj první fotoaparát, když jí bylo 11 let, a od té doby vytváří vlastní kroniku o světě a lidech, včetně Ukrajinců.
Celou tu dobu D'Avignon zdokonalovala své fotografické umění, studovala ve všech možných kurzech. Kromě fotografování osobních a rodinných událostí a dalších důležitých událostí fotografovala různé události v komunitě a na Harvardově univerzitě a byla nezávislou fotografkou týdeníku Pilot Bostonské arcidiecéze, který má náklad více než 150 000 kopií. Vytvořila svůj vlastní styl fotografie, přičemž se během příběhu zaměřovala na lidi a jejich výrazy obličeje. Od roku 1998 začala vydávat řadu výročních kalendářů s fotografiemi z různých částí Ukrajiny.
Tetjana získala Fulbrightovo stipendium za fotografický výzkum dopadu přechodu z komunistického systému sovětské Ukrajiny k nezávislé státnosti na ukrajinské ženy. Za tímto účelem navštívila všechny regiony Ukrajiny, včetně Krymu, a nedávno začala fotografovat ukrajinské ženy pracující mimo Ukrajinu, zejména v Itálii.
V různých publikacích a fotosbírkách se objevily stovky fotografií. The World Encyclopedia vydala její knihu Vánoce na Ukrajině (1997), v roce 1998 vyšlo fotoalbum Just Ukraine a vydavatelství "Alternatives" - "Vše o Kyjevě" (2001) také zveřejnila její fotografie. Fotografovala také přední ženy na Ukrajině, včetně manželek tří prezidentů.

## Výstavy fotografií
Práce autorky byla dobře přijata na národních i mezinárodních fórech. Výstavy jejích fotografií se konaly v Kyjevě, Lvově, Ternopilu, Ivano-Frankivsku, Rivne, Černihiv, Černovice, Oděse, Simferopolu, Mykolajivu a Poltavě na Ukrajině, dále v New Yorku, Baltimoru, Washingtonu, Detroitu, Chicagu, Torontu Montreal Krakov, Minsk (Bělorusko) a Prešov (Slovensko). Poblíž jejího domova na Boston College se konala výstava fotografií z oranžové revoluce.

## Ocenění a uznání
Její jméno lze nalézt v Encyklopedii umělců vydané v roce 1997. O dva roky později získala Tetjana cenu za fotoalbum Simply Ukraine (Jednoduše Ukrajina) a stala se semifinalistkou prestižní Ševčenkovy ceny za žurnalistiku.

## Myšlenky
„Opravdu si myslím, že touhu stát se fotografem jsem zdědila po své matce. Měla vlastní fotoaparát a přikládala velký význam návštěvám vesnic a fotografování zajímavých lidí a událostí, i když v té době nebylo zvykem, aby to dělala žena.

„Věřím, že každý člověk a místo jsou jedinečné, že vše je jedinečné a že všechny věci na světě se neustále mění. Mé fotografie jsou přirozené, nejsou v nich žádné pózy, zprostředkovávají skutečný svět lidské existence. Je pravda, že oči jsou oknem lidské duše.